# Theodorianum (Paderborn)
Le Theodorianum est un lycée (Gymnasium en allemand) d'Allemagne situé à Paderborn en Westphalie. Il est l'héritier direct de l'école cathédrale fondée en 799 à l'époque de Charlemagne. Il appartient donc à la liste des dix établissements d'enseignement les plus anciens de l'espace germanophone. Surnommé le Theo, il accueille aujourd'hui plus de 880 élèves (885 pour l'année scolaire 2013-2014) et comprend un effectif de plus de soixante enseignants. Sa directrice est Mme Dorothea Frintrop-Bechthold. Réservé aux garçons depuis douze siècles, il s'est progressivement ouvert aux filles à partir de 1971, jusqu'à devenir entièrement mixte une dizaine d'années plus tard. 
Aux XVIe et XVIIe siècles, l'établissement est renommé en Salentinium, d'après le nom du prince-évêque Salentin IX d'Isembourg-Grenzau (1532-1610) qui le réforme pour en faire un collège d'humanités d'élite. Son directeur, Hermann von Kerssenbrock (de) (1519-1585), ouvre le cursus d'études aux sciences modernes et fait enseigner les humanités classiques de manière renouvelée. Les jésuites arrivent à Paderborn en 1580, à une époque où la bourgeoisie de la ville est favorablement disposée envers le protestantisme. Quelques années plus tard, les jésuites dirigent le collège: le nombre d'élèves augmente de 140 à 400. Le nouveau prince-évêque Thierry IV (Dietrich von Fürstenberg), consacré en 1595, entame l'accompagnement de la Réforme catholique dans sa principauté. Le collège est renommé en son honneur en Theodorianum. De nouveaux locaux (ceux que l'on admire aujourd'hui) sont prêts en 1612. Le même complexe architectural abrite aussi la première université de Westphalie.
Après les dévastations de la guerre de Trente Ans, la principauté de Paderborn renoue avec la prospérité et connaît l'essor de la période baroque. Le collège atteint un millier d'élèves. Près de 70% d'entre eux sont issus des classes modestes, grâce à un système de bourses. Cette stratégie est gagnante car le catholicisme est définitivement raffermi dans toute la région et toutes les classes sociales. Le prince-évêque Ferdinand fait bâtir une église baroque pour le Theodorianum, consacrée à saint François-Xavier, missionnaire jésuite en Inde et Extrême-Orient. C'est aujourd'hui l'église du Marché, en plus pur style jésuite.
Avec la suppression de la Compagnie de Jésus prononcée en 1773 par Clément XIV, les jésuites quittent la principauté, mais certains y demeurent comme enseignants, sous l'autorité de l'évêque. Les années suivantes laissent la place à la remise en cause due aux Lumières et au despotisme éclairé.
L'annexion de la principauté par le royaume de Prusse (selon le traité de Lunéville) en 1802 donne un nouveau souffle à l'humanisme dispensé au Theodorianum. Des élèves de confession protestante ont la permission d'y poursuivre leurs études, ainsi que quelques élèves issus de familles juives. Le collège s'adapte rapidement ensuite à l'idéal éducatif de l'époque mis en œuvre par l'université Humboldt. La première épreuve de baccalauréat (Abitur en Allemagne) y a lieu en 1821. C'est le début d'une lente révolution bourgeoise. Au milieu du XIXe siècle, en 1855, l'effectif des garçons qui y suivent les cours s'élève à 573. Les bâtiments sont agrandis.
Le Theodorianum devient établissement d'État en 1874 sous l'Empire allemand, l'Église catholique allemande perdant ainsi un de ses fleurons. Le Theodorianum est réaménagé et agrandi encore entre 1887 et 1893. Il est gravement endommagé par les bombardements anglo-américains de 1945 (surtout au cours des bombardements du 17 janvier 1945 et du 27 mars 1945 qui anéantissent une grande partie de la vieille cité). La bibliothèque de l'école, avec ses 14 000 volumes parfois pluriséculaires, est détruite à jamais.
Après des années de travaux, le lycée rouvre ses portes en 1954. La flèche qui surplombe la grande tour retrouve sa place en 1975.

## Aujourd'hui
Aujourd'hui le lycée et petit lycée (équivalent au niveau collège en France) Theodorianum confirment leur place d'établissements de haut niveau. L'accent est mis sur les sciences et les nouvelles technologies, mais aussi sur les humanités classiques qui font l'identité du Theodorianum. Le latin est obligatoire dès la 5e classe ainsi que l'anglais. Le français et le grec s'étudient à partir de la 8e classe. À partir de la 8e classe, les sciences naturelles et les mathématiques sont renforcées.

## Notes et références

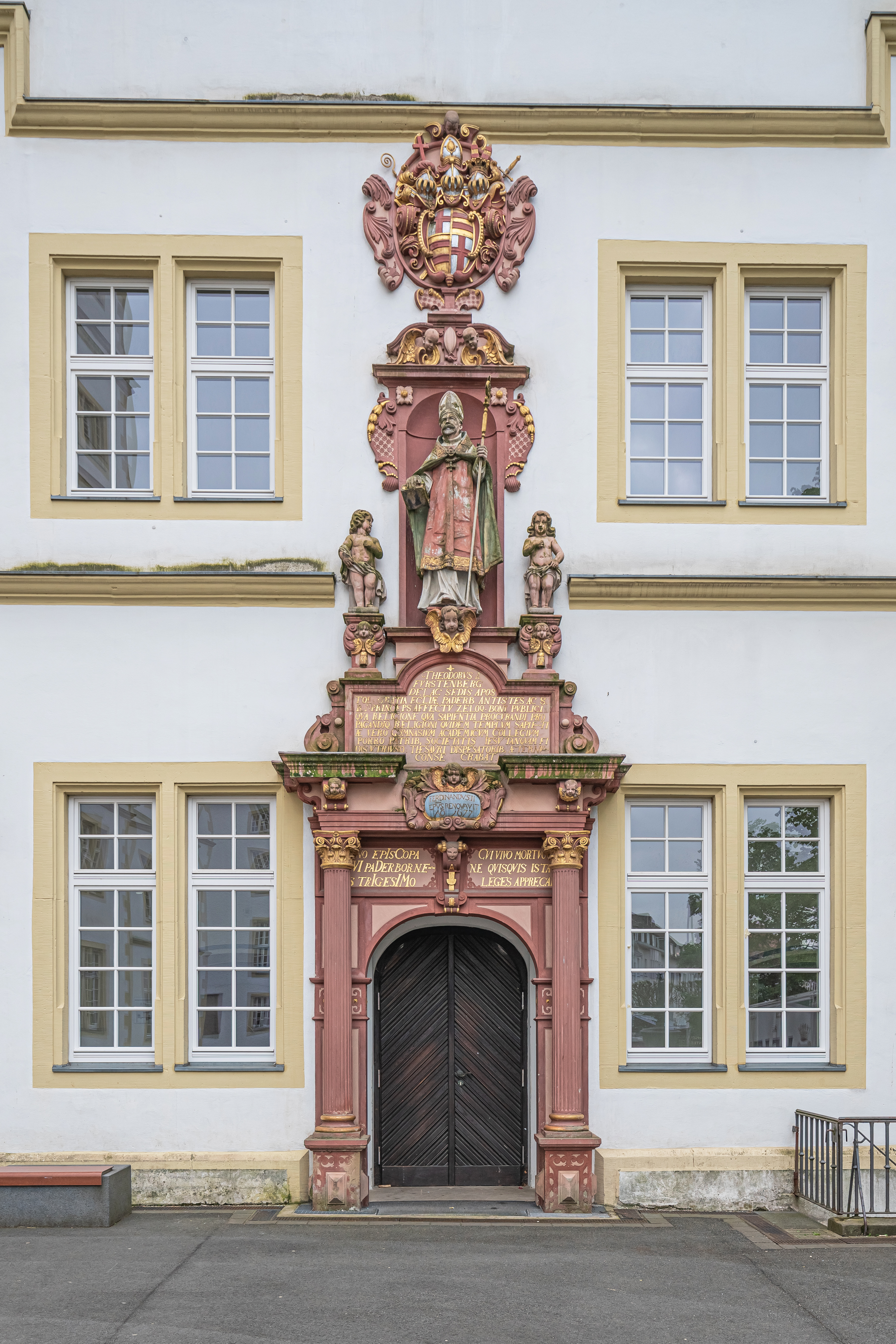
Portail d'entrée.